# Anomoia yunnana
Anomoia yunnana är en tvåvingeart som beskrevs av Wang 1996. Anomoia yunnana ingår i släktet Anomoia och familjen borrflugor. Inga underarter finns listade i Catalogue of Life.